# Old Breachacha Castle

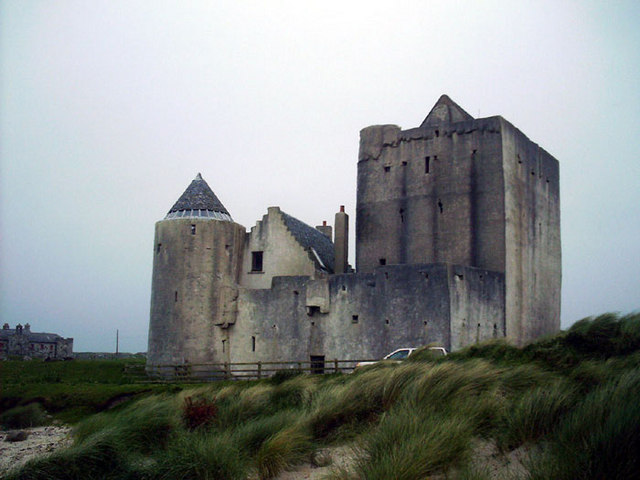
Old Breachacha Castle

Old Breachacha Castle, alternative Schreibweise Breacachadh, ist eine Burg auf der schottischen Hebrideninsel Coll. Sie liegt im Südosten der Insel an einer Felsklippe am Kopf der Meeresbucht Loch Breachacha. 1971 wurde Breachacha Castle in die britischen Denkmallisten in der Kategorie A aufgenommen. Es gilt als die besterhaltene und am wenigsten baulich veränderte Burg auf den Hebriden.

## Geschichte
Der Bauzeitraum von Breachacha Castle ist nicht eindeutig gesichert. Es gibt jedoch Hinweise, dass der Bau in den 1430er Jahren, nachdem John Maclean, Sohn von Lachlan Lubanach Maclean of Duart, die Herrschaft über Coll erhielt durchgeführt wurde. Als frühester schriftlicher Beleg für die Existenz der Burg gilt ein Dokument aus dem Jahre 1542. Umbauten und Erweiterungen wurden im 16. und 17. Jahrhundert vorgenommen. Im Jahre 1750 erbauten die MacLeans in der Nähe das neue Breachacha Castle, welches die alte Burg ersetzen sollte. Trotzdem wurden beide Gebäude noch einige Zeit parallel genutzt. Anhand von Aufzeichnungen ist überliefert, dass das Dach von Old Braechacha Castle 1843 noch intakt war. 1856 wurden die Ländereien schließlich an John Lorne Stewart veräußert und die Burg stand spätestens ab diesem Zeitpunkt leer. Zwischen 1930 und 1938 wurde das Gebäude renoviert, um den Zerfall zu stoppen. Beginnend in den 1960er Jahren wurden marode oder eingestürzte Elemente im ursprünglichen Stile ersetzt und der Innenraum ausgebaut, um modernen Wohnbedürfnissen gerecht zu werden. Zuvor wurde das Gebäude einer fachlichen Untersuchung unterzogen. Die Bauarbeiten wurden 1993 abgeschlossen.